# Matija Bravničar
Matija Bravničar (ur. 24 lutego 1897 w Tolminie, zm. 25 listopada 1977 w Lublanie) – słoweński kompozytor.

## Życiorys
W latach 1915–1918 służył jako żołnierz w CK Armii, po zakończeniu wojny grał jako skrzypek w teatrze operowym w Lublanie (1919–1945). Studiował w Akademii Muzycznej w Lublanie, którą ukończył w 1932 roku. Jego nauczycielami byli Mario Kogoj i Slavko Osterc. W latach 1945–1949 był dyrektorem Akademii Muzycznej w Lublanie, następnie od 1952 do 1967 roku wykładał tam kompozycję. W latach 1953–1957 prezes Związku Kompozytorów Jugosławii.

## Twórczość
Tworzył w stylu neoklasycznym, bogato czerpiąc z tematyki narodowej i słoweńskiego folkloru muzycznego.

## Ważniejsze kompozycje
(na podstawie materiałów źródłowych)

### Dzieła sceniczne
- opera buffa Pohujšanje v dolini šentflorjanski (premiera Lublana, 11 maja 1930)
- operetka Stoi, stoi Ljubljanca (premiera Lublana, 2 grudnia 1933)
- opera Hlapec Jernej in njegova pravica (premiera Lublana, 25 stycznia 1941)

### Utwory orkiestrowe
- Hymnus Slavicus (1931)
- uwertura Kralj Matjaž (1932)
- Slavik Dance Burlesques (1932)
- Divertissements na fortepian i smyczki (1933)
- Belokranjska rapsodija (1938)
- Simfonična antiteza (1940)
- I symfonia (1947)
- poemat symfoniczny Kurent (1950)
- II symfonia (1951)
- Plesne metamorfoze (1955)
- III symfonia (1956)
- Marcia-Rondo (1960)
- Koncert skrzypcowy (1961)
- Koncert na róg (1963)
- Fantasia rapsodica na skrzypce i orkiestrę (1968)
- Simfonični plesi (1969)

### Utwory kameralne
- Elegie na róg i fortepian (1929)
- 2 kwintety dęte (1930, 1968)
- Trio na flet, klarnet i fagot (1930)
- Dialog na wiolonczelę i fortepian (1965)
- Sonata na skrzypce solo (1966)